# Marathon (låt)
Marathon är en låt av Rush. Den släpptes som singel och återfinns på albumet Power Windows, utgivet den 14 oktober 1985.
"Marathon" spelades live 297 gånger av Rush. Den sista gången den spelades live var den 2 juli 2011.